# Serie Nacional de Béisbol 1961-1962
En 1961, el gobierno revolucionario de Cuba prohibió la práctica profesional del deporte, eliminando la Liga Cubana de Béisbol, una pequeña liga profesional de esta disciplina. en su reemplazo se conformó el Sistema nacional de béisbol cubano, con la Serie Nacional de Béisbol como su máxima competición. La inauguración de la primera Serie Nacional de Béisbol de Cuba ocurrió el 14 de enero de 1962 en el Estadio Latinoamericano frente a más de 25 000 aficionados, el líder de la Revolución Cubana Fidel Castro fue el encargado de batear el lanzamiento inaugural. Esta primera temporada fue ganada por  Occidente, equipo compuesto en su mayoría por jugadores de Pinar del Río y dirigido por Fermín Guerra.

## Sistema de juego
Se jugó un sistema de todos contra todos a tres vueltas, lo que equivale a jugar 9 veces contra cada uno de los equipos rivales. Se declararía campeón al equipo que más partidos ganase.

## Estado final de los equipos
| Equipo     | JJ | JG | JP | AVEa | Dif |
| ---------- | -- | -- | -- | ---- | --- |
| Occidente  | 27 | 18 | 9  | .667 | -   |
| Oriente    | 27 | 13 | 14 | .481 | 5   |
| Azucareros | 27 | 13 | 14 | .481 | 5   |
| Habana     | 27 | 10 | 17 | .370 | 8   |

### Leyenda
JJ - Juegos Jugados; JG - Juegos Ganados; JP - Juegos Perdidos; Dif - Diferencia con la primera posición;
a Promedio de Juegos Ganados (JG / JJ)

## Bateo
| Equipos    | VB  | C   | H   | 2B | 3B | HR | CI  | AVEb |
| ---------- | --- | --- | --- | -- | -- | -- | --- | ---- |
| Occidente  | 988 | 142 | 263 | 51 | 11 | 3  | 123 | 266  |
| Oriente    | 950 | 114 | 246 | 36 | 11 | 11 | 93  | 259  |
| Azucareros | 898 | 126 | 214 | 25 | 10 | 4  | 104 | 238  |
| Habana     | 895 | 100 | 195 | 25 | 7  | 4  | 73  | 218  |

### Leyenda
VB - Veces al Bate; C - Carreras; H - Hits Conectado; 2B - Dobles; 3B - Triples; HR - Jonrones; CI – Carreras Impulsadas;
b Promedio de bateo (H x 1000 / VB)

## Pitcheo
| Equipo     | JI | JC | JR | INN   | VB  | H   | C   | CL  | SO  | BB  | BI | 2B | 3B | HR | SH | SF | DP | BK | WP | PCL  |
| ---------- | -- | -- | -- | ----- | --- | --- | --- | --- | --- | --- | -- | -- | -- | -- | -- | -- | -- | -- | -- | ---- |
| Occidente  | 28 | 13 | 32 | 255,2 | 921 | 195 | 91  | 70  | 236 | 125 | 19 | 25 | 7  | 5  | 11 | 6  | 5  | 0  | 0  | 2,46 |
| Azucareros | 27 | 10 | 39 | 236,2 | 919 | 235 | 114 | 88  | 112 | 85  | 9  | 43 | 10 | 7  | 12 | 8  | 17 | 0  | 0  | 3,35 |
| Oriente    | 28 | 10 | 36 | 248   | 953 | 239 | 140 | 100 | 152 | 104 | 15 | 31 | 8  | 5  | 12 | 9  | 13 | 0  | 0  | 3,63 |
| Habana     | 27 | 5  | 35 | 240,1 | 938 | 249 | 137 | 105 | 146 | 108 | 8  | 38 | 14 | 5  | 9  | 11 | 14 | 0  | 0  | 3,93 |

### Leyenda
JI - Juegos Iniciados; JC - Juegos Completos; JR - Juegos Relevados; INN - Entradas; CL - Carreras Limpias; SO - Ponches; BB - Bases por Bolas; BI - Bases Intencionales; SH - Toque de Sacrificio; SF - Fly de Sacrificio; DB - Golpeado por Lanzamiento; BK - Balk; WP - Wild Pitch; PCL - Promedio de Carreras Limpias.

## Fildeo
| Equipo     | JJ | INN   | O   | A   | E  | TL   | DP | TP | PB | AVEc |
| ---------- | -- | ----- | --- | --- | -- | ---- | -- | -- | -- | ---- |
| Occidente  | 28 | 255.2 | 787 | 311 | 44 | 1122 | 20 | 0  | 11 | 961  |
| Oriente    | 28 | 248   | 744 | 345 | 66 | 1155 | 21 | 0  | 8  | 943  |
| Habana     | 27 | 240.1 | 721 | 328 | 65 | 1114 | 22 | 0  | 4  | 942  |
| Azucareros | 27 | 236.2 | 710 | 313 | 71 | 1094 | 25 | 0  | 4  | 933  |

### Leyenda
O - Out; A - Asistencias;  E - Errores; TL - Total de Lances; DP - Double Play; TP - Triple Play; PB - Pass Ball;
c Promedio de Fildeo (((TL-E)x 1000)/TL)

## Bateo
| Departamento        | Jugador                  | Actuación o Resultado |
| Campeón de bateo    | Edwin Walter (Occ)       | 367 (79VB-29H)        |
| Carreras Anotadas   | Urbano González (Occ)    | 19                    |
| Hits Conectados     | Urbano González (Occ)    | 40                    |
| Dobles Conectados   | Tomas Soto (Occ)         | 10                    |
| Triples Conectados  | Daniel Hernández (Ote)   | 3                     |
| Jonrones Conectados | Rolando Valdez (Ote)     | 3                     |
| Carreras Impulsadas | Tomas Soto (Occ)d        | 19                    |
| Carreras Impulsadas | Ramón Echeverría (Ote)   | 19                    |
| Carreras Impulsadas | Pedro Carvajal (Occ)     | 19                    |
| Bases Robadas       | Everildo Hernández (Azu) | 10                    |
| Bases por Bolas     | Antonio Rodríguez (Hab)  | 17                    |
| Bases por Bolas     | Rolando Valdez (Ote)     | 17                    |
| Ponches Recibidos   | Orlando Reyes (Hab)      | 24                    |
| ------------------- | ------------------------ | --------------------- |

d Líder por menos veces al bate.

## Pitcheo
| Departamento                 | Jugador                   | Actuación o Resultado |
| Promedio de Carreras Limpias | Antonio Rubio (Occ)       | 1,39 (45,1INN-7CL)    |
| Promedio de Juegos Ganados   | Rolando Pastor (Occ)      | 750 (3JG-1JP)         |
| Promedio de Juegos Ganados   | Julio Morales (Hab)       | 750 (3JG-1JP)         |
| Juegos Ganados               | Manuel E. Hernández (Occ) | 6                     |
| Lechadas Propinadas          | Rolando Pastor (Occ)      | 3                     |
| Entradas Lanzadas            | Manuel E. Hernández (Occ) | 72,2                  |
| Juegos Lanzados              | Jorge Santin (Azuc)       | 13                    |
| Juegos Lanzados              | Julio Morales (Hab)       | 13                    |
| Ponches Propinados           | Manuel E. Hernández (Occ) | 94                    |
| Base por Bolas Otorgadas     | Alfredo Street (Hab)      | 30                    |
| ---------------------------- | ------------------------- | --------------------- |